# Syndicat intercommunal à vocation multiple
 (décembre 2021).
Si vous disposez d'ouvrages ou d'articles de référence ou si vous connaissez des sites web de qualité traitant du thème abordé ici, merci de compléter l'article en donnant les références utiles à sa vérifiabilité et en les liant à la section « Notes et références ».
Pour un article plus général, voir Syndicat intercommunal (France).
Un syndicat intercommunal à vocations multiples (SIVOM) est un établissement public de coopération intercommunale français, régi par les dispositions de la cinquième partie du code général des collectivités territoriales.
Le SIVOM exerce des responsabilités variées qui lui ont été transférées par les différentes communes, souvent du même canton. Ces dernières participent étroitement au pilotage du SIVOM. En effet, ce sont les représentants élus par les conseils municipaux des communes membres qui décident et pilotent les actions du SIVOM par le biais du comité syndical et des différentes commissions.

## Histoire
Les syndicats intercommunaux à vocation multiple ont été créés en 1959 avec l'ordonnance no 59-29 du 5 janvier 1959 relative à la décentralisation et à la simplification de l’administration communale.
La loi du 5 janvier 1988 assouplit considérablement la coopération intercommunale en donnant à chaque commune la possibilité de choisir les compétences qu'elle confie au SIVOM.
Il a tendance aujourd'hui à être remplacé par la communauté de communes parce que cette structure bénéficie d'un statut juridique plus complet et des possibilités de compétences étendues. Au 1er avril 2006, il n'existait que 1 492 Sivom. Avec 61 Sivom, l'Allier était de loin, à cette date, le département français qui en comptait le plus sur son territoire, tandis que les Hauts-de-Seine, la Guadeloupe, la Guyane et La Réunion n'en avaient aucun.
Au 1er janvier 2025, il existait 1 172 SIVOM.

## Objectifs
Le recours à la coopération intercommunale est avantageux pour les communes car le groupement peut avoir ses moyens propres en personnel et en matériel, lui permettant de réaliser certains travaux en régie ou s’il traite avec des entreprises, le volume des travaux à traiter permet en général d’obtenir des offres meilleures, des prix moins élevés et aussi des conditions d’exécution plus satisfaisantes.
Un autre avantage, non négligeable, est que le groupement se trouve dans une position plus égale avec les services de l’État lorsqu’il fait appel à leurs concours.
Le SIVOM est une personne morale de droit public au même titre que les communautés de communes (CC), EPA, les EPIC, les GIP, les collectivités locales et l'État.

## Compétences
Les SIVOM peuvent disposer de compétences très diverses : collecte et traitement des ordures ménagères, création et entretien de voirie, équipements sportifs, action sociale, eau, assainissement, incendie, affaires scolaires, développement économique, urbanisme, électrification, habitat, environnement, tourisme, loisirs, ports et cours d'eau, etc.

## Ressources
Pour constituer son budget le SIVOM ne peut pas recourir à l'impôt, sauf depuis la loi de 1999 dite Loi Chevènement, le SIVOM doit assurer le financement de sa compétence ordures ménagères par la taxe additionnelle à la taxe foncière, la taxe d'enlèvement des ordures ménagères. Pour les autres compétences, ses ressources sont donc constituées des contributions des communes le composant, ce qui n'est pas toujours sans créer des tensions entre communes. Selon les statuts du SIVOM les ressources peuvent être budgétées par les communes ou prélevées directement sur les ressources fiscales des communes.